# Titus Moisescu
Titus Moisescu (n. 12 noiembrie 1922, Bughea de Jos, Argeș – d. 15 februarie 2002, București) a fost un muzicolog, bizantinolog și editor român.

## Biografie
Studiile muzicale le-a început la Seminarul Teologic din Curtea de Argeș (1933-1941), continuându-le la Seminarul Teologic din Buzău (1941-1942) și la Conservatorul din București (1948-1953).
S-a perfecționat în domeniul bizantinologiei cu Ioan D. Petrescu și Gheorghe Ciobanu (muzică paleomedie bizantină).
A urmat Școala de Ofițeri de Rezervă din Câmpulung Muscel (1942-1944), a fost prizonier în orașul Gorki/ URSS (1944-1948).
A fost redactor, apoi director la Editura Muzicală București, unde a inițiat (1976) și a realizat seria de volume Izvoare ale muzicii românești.

## Publicații
Opereta - Ghid (în colaborare cu Miltiade Păun). București, Edit. Muzicală, 1969
Prolegomene bizantine I. Muzică bizantină în manuscrise și carte veche românească. București, Edit. Muzicală, 1985
Muzica bizantină în evul mediu românesc. Schița unei eventuale istorii a acestei străvechi arte, București, Edit. Academiei Române, 1995 (în Memoriile Comisiei de Folclor. Tom VI)
Muzica bizantină în spațiul cultural românesc, București, Edit. Muzicală, 1996
Catalogul creatiei muzicale a lui Evstatie Protopsaltul Putnei. [Melos]. Îngrijitor de ediție Alexandru Dimcea. București, 1997
Monodia bizantină în gândirea unor muzicieni români. București, Edit. Muzicală, 1999
Florilegiu sau crestomație de cântări religioase – compozitori români din sec. XV-XVIII, Edit. Muzicală, 2002
Ediții
Timotei Popovici - Coruri. București, ESPLA, 1957 (ediția I); idem, București, Edit. Muzicală, 1970 (ediția a II-a)
Lieduri și arii din opere și operete. București, Edit. Didactică și Pedagogică, 1957 (în colaborare cu Gherase Dendrino)
Simeon Nicolescu - Cântece și coruri. București, Edit. Muzicală, 1958
Cântece și coruri pentru copii. București, Edit. Muzicală, 1958
Coruri pentru copii și tineret. București, Edit. Muzicală, 1959
Coruri pentru școlari și tineret. București, Edit. Muzicală, 1960
Album de lieduri din creația compozitorilor clasici. București, Edit. Muzicală, 1961 (VoI. 1), 1962 (VoI. 2)
Coruri din creația compozitorilor clasici. București, Edit. Muzicală, 1961 (în colaborare cu Costică Andrei)
Cărticica mea. București, Edit. Muzicală, 1962 (ediția I), 1964 (ediția a II-a), 1967 (ediția a III-a);
Emil Monția - 111 Doine și cântece poporale românești. București, Edit. Muzicală, 1966
George Breazul - D. G. Kiriac. București, Edit. Muzicală, 1973
D. G. Kiriac - Pagini de corespondență. București, Edit. Muzicală, 1974
Macarie Ieromonahul Opere: „Theoreticon”, București, Edit. Acad. . Române, 1976
Colinde. București, Edit. Muzicală, 1980
Școala muzicală de la Putna: Ms. 56/544/576 I de la Mănăstirea Putna – „Antologhion”, București, Edit. Muzicală, 1980 (în colecția „Izvoare ale muzicii românești”, VoI. III - Documenta, în colaborare cu Gheorghe Ciobanu și Marin Ionescu)
Școala muzicală de la Putna: Ms. I-26/Iași – „Antologhion”, București, Edit. Muzicală, 1981 (în colecția „Izvoare ale muzicii românești”, VoI. IV - Documenta, în colaborare cu Gheorghe Ciobanu și Marin Ionescu)
Ioan D. Petrescu - Studii de paleografie muzicală bizantină. VoI. II. București, Edit. Muzicală, 1984
George Breazul - Scrisori și documente, București, Edit. Muzicală, 1984 (VoI. I), 1991 (VoI. II), 1997 (Vol. III)
Anne E. Pennington - Muzica în Moldova medievală / Music in Medieval Moldavia. Cu un eseu de D. E. Conomos. București, Edit. Muzicală, 1985 (ediție bilingvă)
Dinu Lipatti - Cinq chansons de Verlaine. București, Edit. Muzicală, 1985
G. Breazul - N. Saxu - Carte de cântece pentru copii. București, Edit. Muzicală, 1985
George Enescu – „Manuscriptum”: Cvartetul II pentru două violine, violă și violoncel, în Sol major, op,22, nr. 2 (partitura), Edit. Muzicală, 1985
George Enescu - Cvartetul pentru două violine, violă și violoncel în Do major (partitura primei părți). București, Edit. Muzicală, 1985
Manuscrisul nr. 12/Leipzig - Antologhion. Colecția „Izvoare ale muzicii românești”, Vol. VI, Monumenta, București, Edit. Muzicală, 1985. Ediție îngrijită, adnotată, prefațată, cu studiu introductiv
Manuscrisul de la Dobrovăț (Ms. 258/Leimonos). Colecția „Izvoare ale muzicii românești”, Vol. XI. Monumenta, București, Edit. Muzicală, 1994
Muzicieni români - pagini epistolare, în: Memoriile Comisiei de Folclor. Tom VII. 1993. București, Edit. Academiei Române, 1996

## Importanța activității sale
În plină dictatură ceaușistă, activitatea editorială a lui Titus Moisescu a reușit să aducă muzicologia românească la nivel internațional, îndeosebi prin inițierea seriei Izvoare ale muzicii românești (1976), cu secțiunile Documenta (surse publicate în facsimile) și Transcripta (transcrieri în notație muzicală actuală). În cadrul acestei serii, au publicat bizantinologi români de referință, precum Gheorghe Ciobanu (etnomuzicolog) și Sebastian-Barbu Bucur, care au determinat specificul național al [[Școlii muzicale de la Putna]], din timpul lui Ștefan cel Mare. Moisescu s-a ocupat și cu valorificarea moștenirii muzicale interbelice, editând partituri de George Enescu, Dinu Lipatti, George Breazul.

## Premii și distincții
- Premiul Uniunii Compozitorilor (1980, 1984, 1985, 1995)
- Premiul Academiei Române (1985)

### Decorații
- Ordinul național „Pentru Merit” în grad de Cavaler (1 decembrie 2000) „pentru realizări artistice remarcabile și pentru promovarea culturii, de Ziua Națională a României”[3]